# Bruno Senna

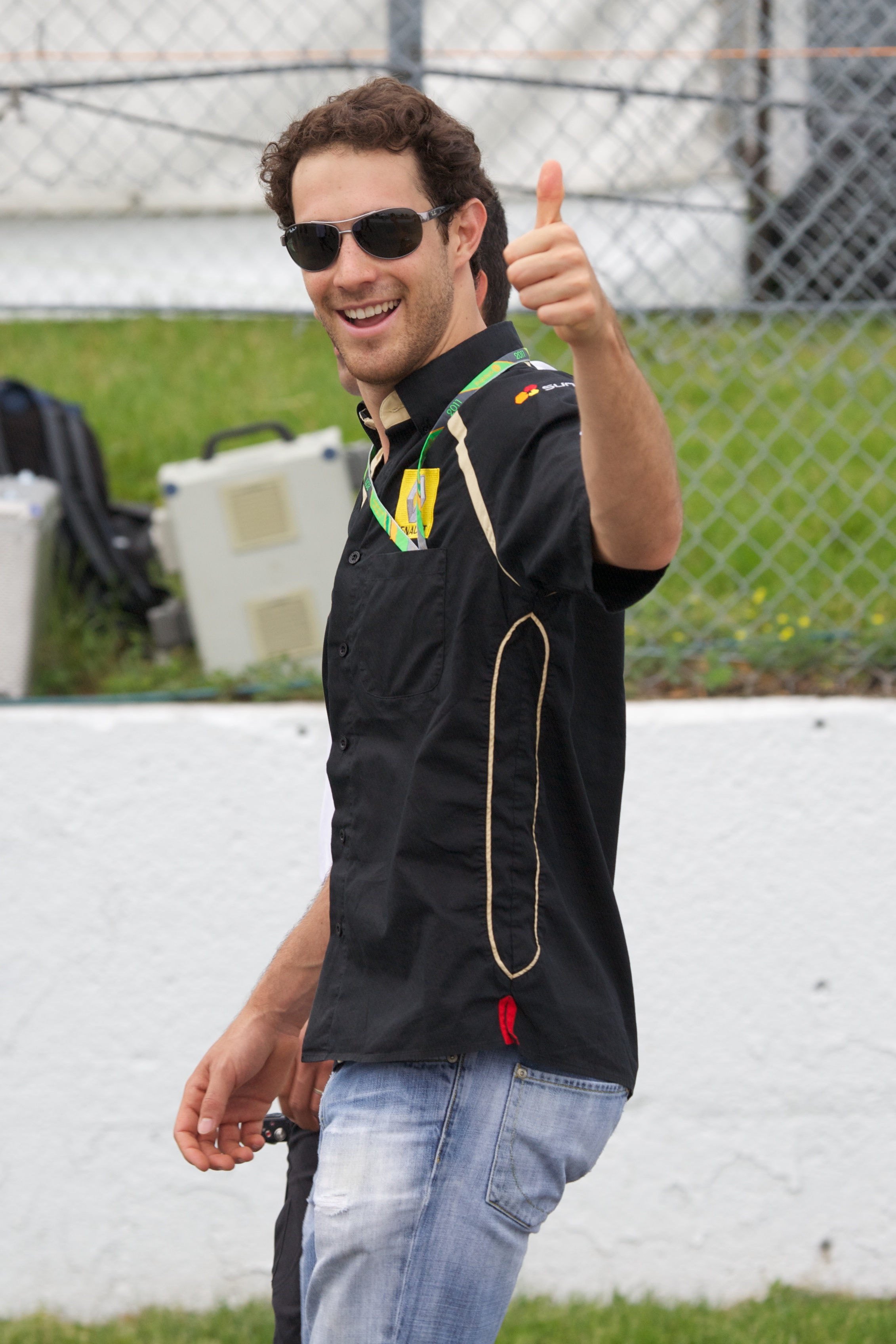
Senna la Marele Premiu al Canadei (2011)

Bruno Senna Lalli (n. 15 octombrie 1983, São Paulo, Brazilia) este un pilot de curse brazilian. Bruno Senna este nepotul celebrului pilot Ayrton Senna. Dupa moartea lui Ayrton, familia lui Bruno nu l-a mai lăsat pe acesta să alerge în competițiile cu motor. La 18 ani, Bruno și-a reînceput cariera în motor sport. După 2 sezoane în GP2, Bruno Senna a făcut pasul cel mare, Formula 1.

## Cariera în Formula 1
| Sezon | Echipă                  | Număr puncte | Loc clasament general |
| ----- | ----------------------- | ------------ | --------------------- |
| 2010  | Hispania Racing F1 Team | 0            | -                     |
| 2011  | Lotus Renault GP        | 2            | 18                    |
| 2012  | Williams F1 Team        | 31           | 16                    |

## Cariera în Motor Sport
| Sezon | Competiție                       | Puncte  | Loc clasament general |
| ----- | -------------------------------- | ------- | --------------------- |
| 2007  | GP2 Series                       | 34      | 8                     |
| 2008  | GP2 Series                       | 64      | 2                     |
| 2013  | FIA World Endurance Championship | In curs | -                     |